# 레프 보로닌 (핸드볼 선수)
레프 겐나디예비치 보로닌(러시아어: Лев Генна́диевич Воро́нин, 1971년 6월 8일~)은 러시아의 핸드볼 선수, 지도자로 포지션은 라이트윙이다. 러시아 대표팀의 일원으로 2000년 하계 올림픽 금메달을 획득했다. 